# Stadtmuseum Prachatice

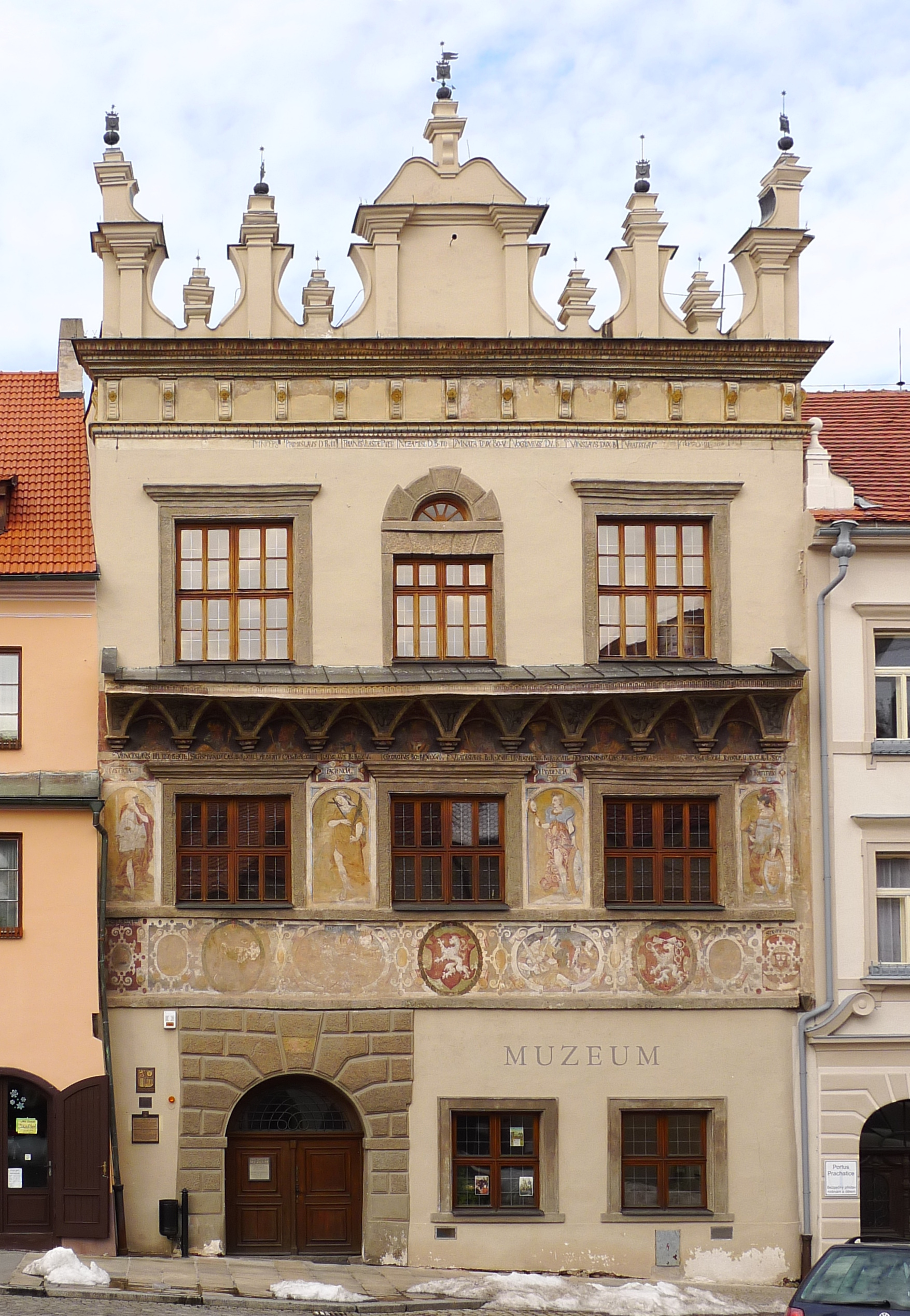
Stadtmuseum Prachatice im Sitrův dům

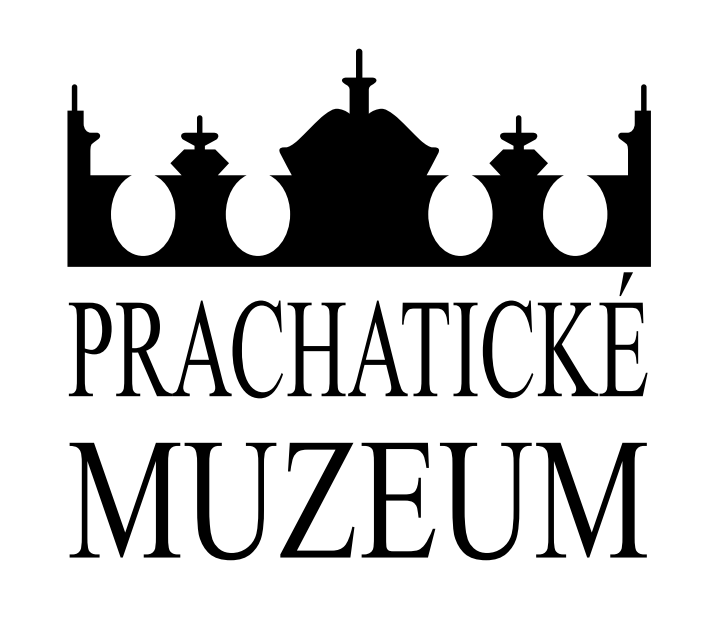
Logo des Museums

Das Stadtmuseum Prachatice (tschechisch Prachatické muzeum) ist ein Stadt- und Regionalmuseum in der Stadt Prachatice. Es befindet sich am großen Marktplatz im 1604 im Renaissancestil umgebauten Baudenkmal Sitter-Haus (Sitrův dům oder Žďárských dům).

## Geschichte
Das Museum wurde im Jahre 1904 als städtisches Museum vom Finanzbeamten und Regionalhistoriker Rudolf Merbeller gegründet. Im Jahr 1946 wurde es im Sitter-Haus eingerichtet.

## Sammlungen

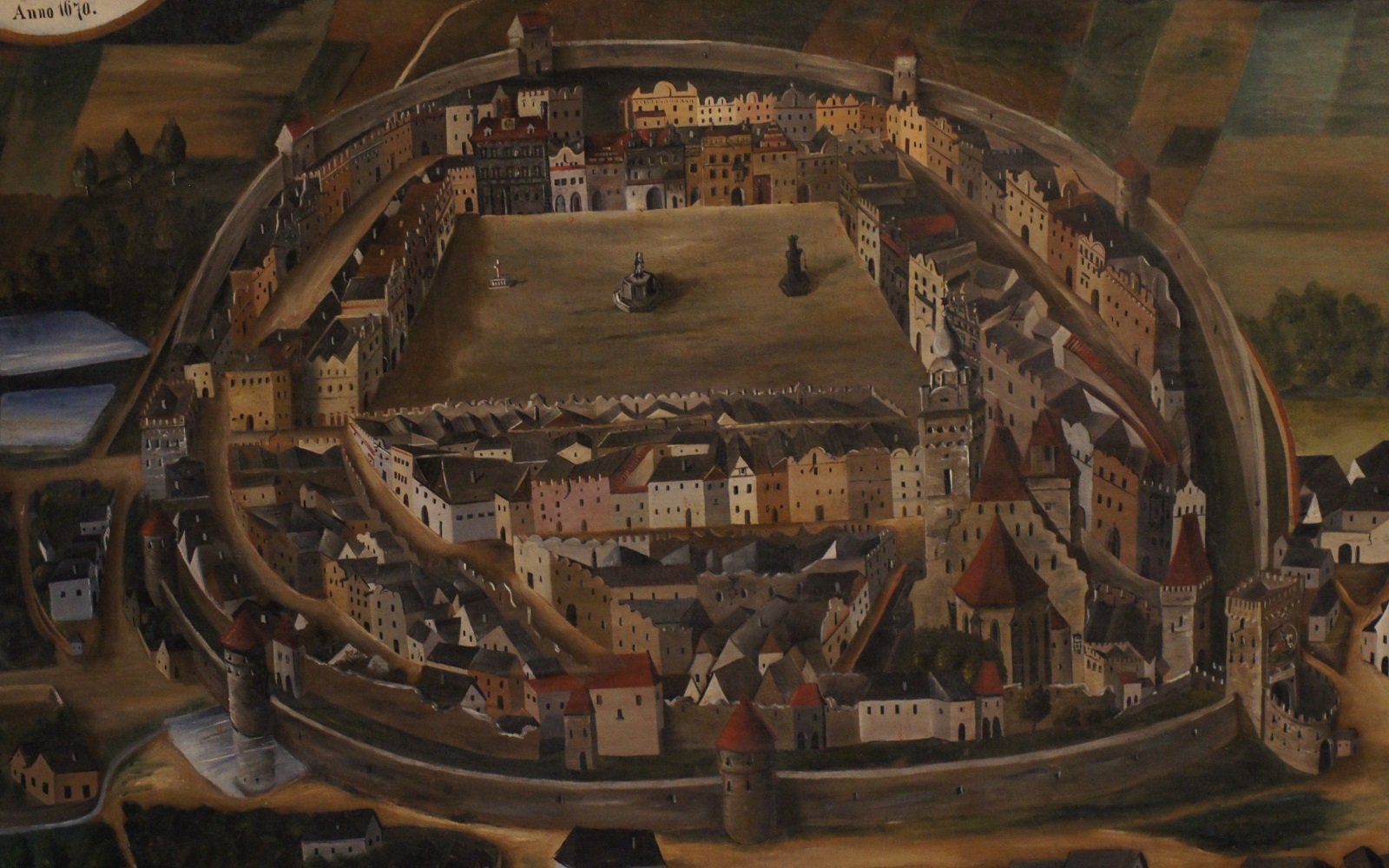
Die Stadt Prachatice (Gemälde, 1670)

Nach einer Gesamtrenovierung des Gebäudes wurden die Sammlungen nach 1992 neu gestaltet. Zahlreiche Zeitabschnitte werden durch lebensgroße Figuren veranschaulicht. Für die Besucher gibt es neben Sonderausstellungen eine Dauerausstellung zu folgenden Themen:
- Geschichte der Handelsstraße Goldener Steig, mit archäologischen Zeugnissen
- Darstellung der Stadtgeschichte von Prachatice und seiner Zünfte unter wechselnden Ortsherren
- Goldenes Zeitalter mit der Erhebung zur „königlichen Stadt“ 1609
- Peter Wok von Rosenberg verhindert 1611 die Plünderung der Stadt
- Exponate zum Heiligen Johann Nepomuk Neumann (1811–1860)
- Kaiserzeit mit Bürgermeister Johann Zdiarsky (1849–1907) in seinem Arbeitszimmer
- Rekonstruktion der Museumsausstellung von 1904
- Stadtgeschichte von der Bäderzeit bis zum Sozialismus nach dem Zweiten Weltkrieg.

In seinem Depot hat das Museum eine große Sammlung von Naiver Malerei und Schnitzkunst.